# Sidney Kimmel
Sidney J. Kimmel, auch Sydney Kimmel, (* 16. Januar 1928 in Philadelphia, Pennsylvania) ist ein US-amerikanischer Filmproduzent und Geschäftsmann. Er zählte im Jahre 2013 nach Angaben des Forbes Magazines zu den 400 reichsten Menschen der Erde und belegte mit mehreren anderen den Platz 360, mit einem Vermögen von 1,2 Milliarden Dollar. Zudem ist er ein spendabler Philanthrop, der im Jahre 2008 die Organisation „Stand Up to Cancer“ mit einer Summe von 25 Millionen Dollar unterstützte. Zu seinen filmischen Werken zählen beispielsweise Sterben für Anfänger und Drachenläufer.

## Leben
Sidney Kimmel, als Sohn eines Taxifahrers geboren und aufgewachsen in West Philadelphia, besuchte die dortige Temple University. Anschließend trat er in die US Army ein und beteiligte sich am Koreakrieg. Kimmel arbeitete danach in der Bekleidungsfirma, die ihm gemeinsam mit seinem Bruder gehörte. Er stieg schnell bis in das Amt der Firmenpräsidenten auf. Im Jahre 1970 gründete er die „Jones Apparel Group Inc.“ in der er in den Jahren 1975 bis 2002 als Chief Executive Officer (Vorstandsvorsitzender) tätig war. Dieses Modeunternehmen stellt Markenkleidung, Schuhe und Accessoires mit Labels wie „Jones New York“, „Lauren“, „Polo Jeans“ oder „Evan-Picone“. Kimmel ist zudem Partner des „Cipriani International“, eines international agierenden Restaurant und Catering-Unternehmens mit Niederlassungen in New York, Venedig oder Buenos Aires. Kimmel besitzt Anteile an der Basketballmannschaft Miami Heat und ist Besitzer der Produktionsfirma „Sidney Kimmel Entertainment“.
2017 wurde Kimmel in die American Academy of Arts and Sciences gewählt.

## Gemeinnützige Tätigkeit
Kimmel gründete im Jahr 1993 die „Sidney Kimmel Foundation“ mit der Tochtergesellschaft „Sidney Kimmel Foundation for Cancer Research“, die seither viele gemeinnützige Projekte mit mehr als 550 Millionen Dollar unterstützten. So spendete Kimmel im Jahr 2012 beispielsweise 25 Millionen Dollar für die „Entertainment Industry Foundation“.
Die Stiftung Cancer Research hat es sich zur Aufgabe gemacht, jährlich rund 120 Millionen Dollar in das Gesundheitswesen, die Bildung, die Kunst und die Kultur zu investieren und spendete zudem im Jahr 2001 150 Millionen Dollar für die Johns Hopkins University. Das Geld wurde als größte Einzelspende für die Erforschung einer Krebstherapie und die Behandlung von Krebspatienten investiert. So wurde dieser Bereich der Universität „Sidney Kimmel Comprehensive Cancer Center“ getauft. Insgesamt steht Kimmels Name für vier eigenständige Krebsforschungszentren in Philadelphia, San Diego und Baltimore. Im April 2003 hatte Kimmel über seine Foundation bereits rund 400 Millionen Dollar gespendet.
Des Weiteren engagiert sich Kimmel für das Zentrum für darstellende Künste in Philadelphia, das den Namen „Kimmel Center for the Performing Arts“ trägt und zu dem das Philadelphia Orchestra gehört. Für dieses Zentrum hat Kimmel rund 35 Millionen Dollar gespendet. Kimmel spendete 5 Millionen Dollar an das „National Constitution Center“, weitere 20 Millionen an die „Raymond und Ruth Perelman Jewish Day School“ in Philadelphia und rund 25 Millionen für die Errichtung eines neuen Prostata- und Urologiekrebszentrum am Memorial Sloan-Kettering Cancer Center in New York (Sidney Kimmel Center for Prostate and Urologic Cancers). Im Jahr 2003 gab Kimmel 25 Millionen Dollar an das „National Museum of American Jewish History“ in Philadelphia.

## Tätigkeit als Filmproduzent
Im Jahr 2004 gründete Kimmel die Filmproduktion „Sidney Kimmel Entertainment“, ein Unternehmen, das in Los Angeles ansässig ist. Es ist auf die Finanzierung und Produktion von hochwertigen Qualitätsfilmen ausgerichtet und widmet sich Entertainmentprojekten für ein Mainstreampublikum.
Filmografie (Auswahl)
- 2005: Neverwas
- 2005: Liebe ist Nervensache (Trust the Man)
- 2005: Slow Burn – Verführerische Falle (Slow Burn)
- 2006: Alpha Dog – Tödliche Freundschaften (Alpha Dog)
- 2006: Klang der Stille (Copying Beethoven)
- 2006: Griffin & Phoenix
- 2007: Sterben für Anfänger (Death at a Funeral)
- 2007: Talk to Me
- 2007: Charlie Bartlett
- 2007: Married Life
- 2007: Lars und die Frauen (Lars and the Real Girl)
- 2008: Synecdoche, New York
- 2008: Management
- 2009: Adventureland
- 2010: Sterben will gelernt sein (Death at a Funeral)
- 2011: Der Mandant (The Lincoln Lawyer)
- 2011: Einmal ist keinmal (One for the Money)
- 2012: Gone
- 2012: The Place Beyond the Pines
- 2012: Stand Up Guys
- 2013: Parker
- 2013: Das Wunder von New York (All Is Bright)
- 2014: I, Frankenstein
- 2014: Mädelsabend (Walk of Shame)
- 2015: Sleeping with Other People
- 2015: Für immer Adaline (The Age of Adaline)
- 2015: Demolition – Lieben und Leben (Demolition)
- 2016: Hell or High Water
- 2017: The Book of Henry
- 2017: Im Zweifel glücklich (Brad’s Status)
- 2018: Greta
- 2019: Jesus Rolls – Niemand verarscht Jesus (The Jesus Rolls)
- 2021: Palmer